# Cercococcyx montanus
Cercococcyx montanus е вид птица от семейство Cuculidae.

## Разпространение
Видът е разпространен в Бурунди, Замбия, Зимбабве, Демократична република Конго, Кения, Малави, Мозамбик, Руанда, Танзания и Уганда.